# 高校の日常
『高校の日常』（こうこうのにちじょう）は、ハードボイルドよし子による日本の漫画作品。『月刊ドラゴンエイジ』（KADOKAWA）にて、2014年11月号から2017年まで連載。

## 登場人物
橘（たちばな）
具現化王。妄想が暴走する名護に呆れつつも、どうやってかそれを具現化させてくる。趣味はモノ作り。好物は駄菓子。休日の過ごし方はモノ作り。関心事は信号機の色。最近の悩みは疲れ目。夏と言ったら熱暴走。文化祭の好きな所は残念感。
名護（なご）
モノを美少女に見立てる天才。その妄想の主張はネタではなく、かなり真剣。趣味はサブカル。好物はフルーツ。休日の過ごし方は銭湯めぐり。関心事は橘の行動。最近の悩みは家風呂の温度が高いこと。夏と言ったら薄着。文化祭の好きな所は空気感。
照井（てるい）
ツッコミ王。草加の頬を叩く、激しいツッコミの持ち主。決して貧乏ではない。趣味は携帯ゲーム。好物はアイス。特技はジャグリング。休日の過ごし方はバイト。好きな言葉は「鉄は熱いうちに打て」。関心事は不審者（名護）。夏と言ったらかき氷。夏の思い出はめっちゃキレたこと。
草加（くさか）
金持ちお嬢様。照井にちょっかいを出しては痛い目を見る。スタイルが良い。趣味はグッズ集め。好物は海鮮。特技は利き茶。休日の過ごし方はショッピング。好きな言葉は「得たり賢し」。関心事は照井。夏の思い出は照井に怒られたこと。
氷川（ひかわ）
モノ作り王。後藤のクラスメイトで隣の席。モノ作りが得意で無茶ぶりされることがある。趣味はパソコン。好物はレバ刺し。休日の過ごし方は映画鑑賞。関心事は校門の影。
後藤（ごとう）
勘違い少女。氷川が気になる少女。やらしくなくない本の愛読者。慌てると言葉が荒くなる。趣味は読書。好物はカレー。休日の過ごし方は漫画・アニメ・ゲーム。関心事は会話の返答。夏の思い出は照井に絡まれたこと。
加賀美（かがみ）
新任教師。勝手が分からず右往左往する中、仁藤の自由な指導に振り回される。趣味はサボテン。好物はトマト。
仁藤（にとう）
加賀美を翻弄する、ベテラン教師。豪快な性格で生徒からの人気が高い。趣味は不謹慎。好物はイカミミ。
桜井（さくらい）
ひよっこ不良。授業をサボって、よく秋山といるが恋愛感情はない模様。趣味は運動全般。好物はヨーグルト。特技は暗算。休日の過ごし方はロングライド。最近の悩みは昔より虫が苦手なこと。
秋山（あきやま）
背が高い残念な不良。桜井とよくつるんでいる。会話の反応が逐一面倒くさい。趣味は健康。好物はおでん。特技は手品。休日の過ごし方はゲームセンター。最近の悩みは寝不足。夏の思い出は照井に怒られたこと。

## 書誌情報
- ハードボイルドよし子 『高校の日常』KADOKAWA〈ドラゴンコミックスエイジ〉、全4巻
  1. 2015年9月9日発売[1][3]、ISBN 978-4-04-070686-3
  2. 2016年7月9日発売[4]、ISBN 978-4-04-070916-1
  3. 2017年4月8日発売[5]、ISBN 978-4-04-072242-9
  4. 2017年12月9日発売[6]、ISBN 978-4-04-072529-1